# Лебедик Петро Васильович
Петро Васильович Лебедик (нар. 1 квітня 1950, місто Каховка Херсонської області) — український діяч, токар Каховського заводу електрозварювального устаткування Херсонської області. Народний депутат України 1-го скликання.

## Біографія
Народився в родині робітника. Освіта вища.
Член КПРС з 1967 по 1990 рік.
У 1968—1971 роках — учень токаря, токар Херсонського комбайнового заводу імені Петровського.
З 1971 року — токар Каховського заводу електрозварювального устаткування Херсонської області.
18.03.1990 року обраний народним депутатом України, 2-й тур 47,37 % голосів, 6 претендентів. Входив до групи «Злагода-Центр». Член Комісії ВР України у правах людини.
Потім — на пенсії.

## Нагороди
- орден Трудового Червоного Прапора
- орден «Знак Пошани»
- медалі